# 野崎駅 (大阪府)

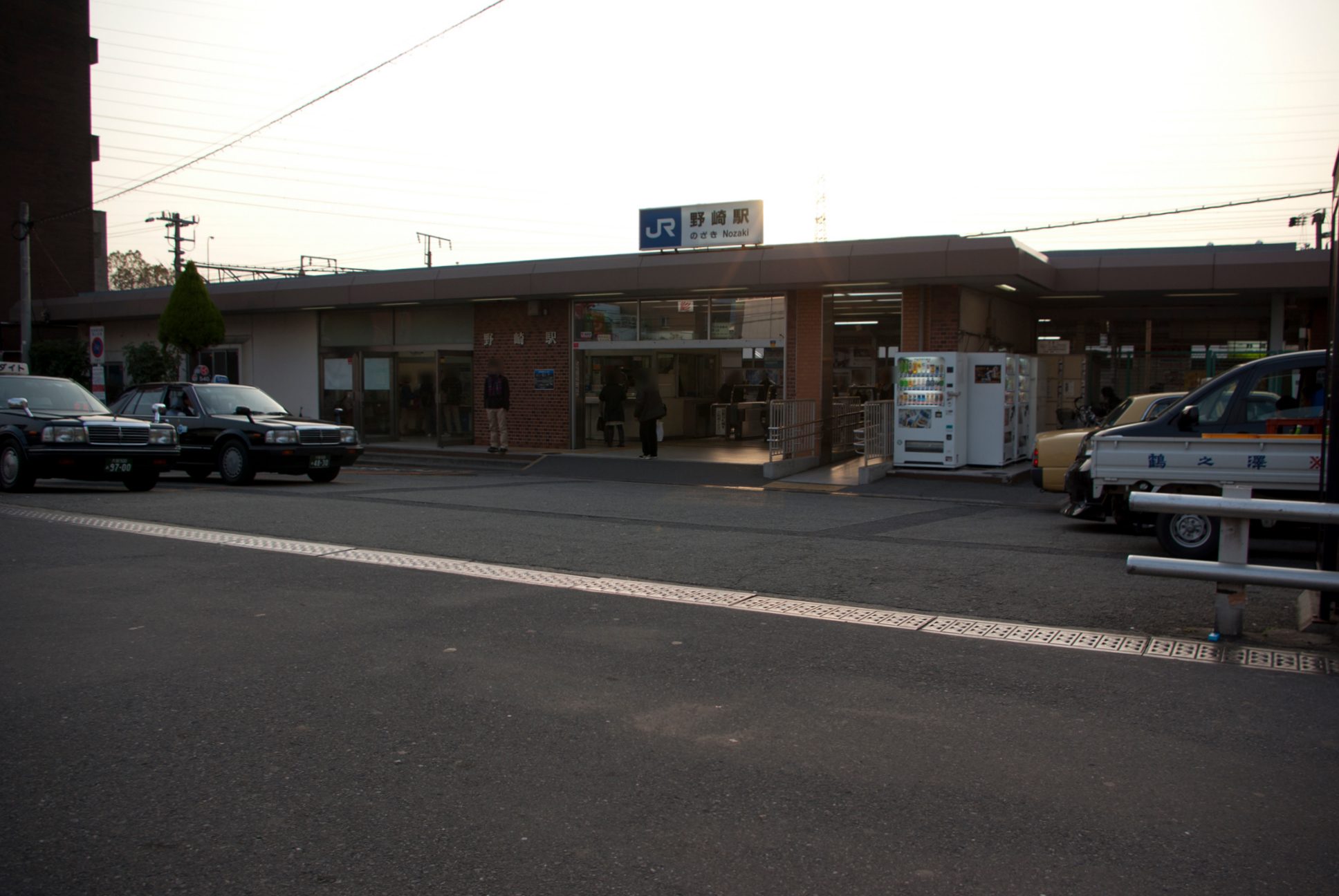
旧駅舎（2010年3月）

野崎駅（のざきえき）は、大阪府大東市野崎一丁目にある、西日本旅客鉄道（JR西日本）片町線（学研都市線）の駅である。駅番号はJR-H35。

## 概要
大阪産業大学の最寄駅であり、大学生の利用が多い。毎年5月初め（ゴールデンウィーク期間中）に開催される「野崎参り」の時は混雑する。
JR東日本東北本線（宇都宮線）に同名の野崎駅が存在するため、乗車券類には「（片）野崎」と印字される。

## 歴史
- 1899年（明治32年）5月15日：関西鉄道の四条畷駅 - 住道駅間に仮停車場として開業[1]。
- 1907年（明治40年）10月1日：関西鉄道国有化により、官営鉄道に移管[1]。
- 1909年（明治42年）10月12日：線路名称制定。桜ノ宮線の所属となる。
- 1912年（明治45年）4月21日：常設駅となる[1]。
- 1913年（大正2年）11月15日：線路名称改定。桜ノ宮線が片町線に編入され、当駅もその所属となる。
- 1932年（昭和7年）12月1日：当駅停車列車の電気運転を開始。
- 1969年（昭和44年）2月27日：構内が複線化される。
- 1970年（昭和45年）10月1日：荷物扱い廃止[1]。
- 1987年（昭和62年）4月1日：国鉄分割民営化により、西日本旅客鉄道（JR西日本）の駅となる[1]。
- 1988年（昭和63年）3月13日：路線愛称の制定により、「学研都市線」の愛称を使用開始。
- 1997年（平成9年）3月8日：Jスルーを導入[2]。
- 2003年（平成15年）11月1日：ICカード「ICOCA」の利用が可能となる。
- 2011年（平成23年）3月8日：JR宝塚・JR東西・学研都市線運行管理システム導入。接近メロディ導入。
- 2018年（平成30年）
  - 3月17日：駅ナンバリングが導入され、使用を開始。
  - 9月：橋上駅舎化工事のため、現行駅舎の使用を停止し仮駅舎に移行。これに伴い、駅西側へ直接出られるICカード専用仮設出口の使用も開始。
  - 9月19日：この日をもってみどりの窓口の営業が終了。
  - 9月20日：みどりの券売機プラスの使用を開始。
- 2020年（令和2年）2月22日：東西自由通路および橋上駅舎が供用開始[3][4]。

## 駅構造
相対式ホーム2面2線の地上駅。橋上駅舎を有する。分岐器や絶対信号機を持たないため、停留所に分類される。直営駅（四条畷駅の被管理で巡回駅）かつICOCA利用可能駅（相互利用可能ICカードはICOCAの項を参照）である。

### のりば
| のりば | 路線       | 方向 | 行先                   |
| ------ | ---------- | ---- | ---------------------- |
| 1      | 学研都市線 | 下り | 京橋・北新地・尼崎方面 |
| 2      | 学研都市線 | 上り | 四条畷・同志社前方面   |

- 上表の路線名は旅客案内上の名称（愛称）で表記している。

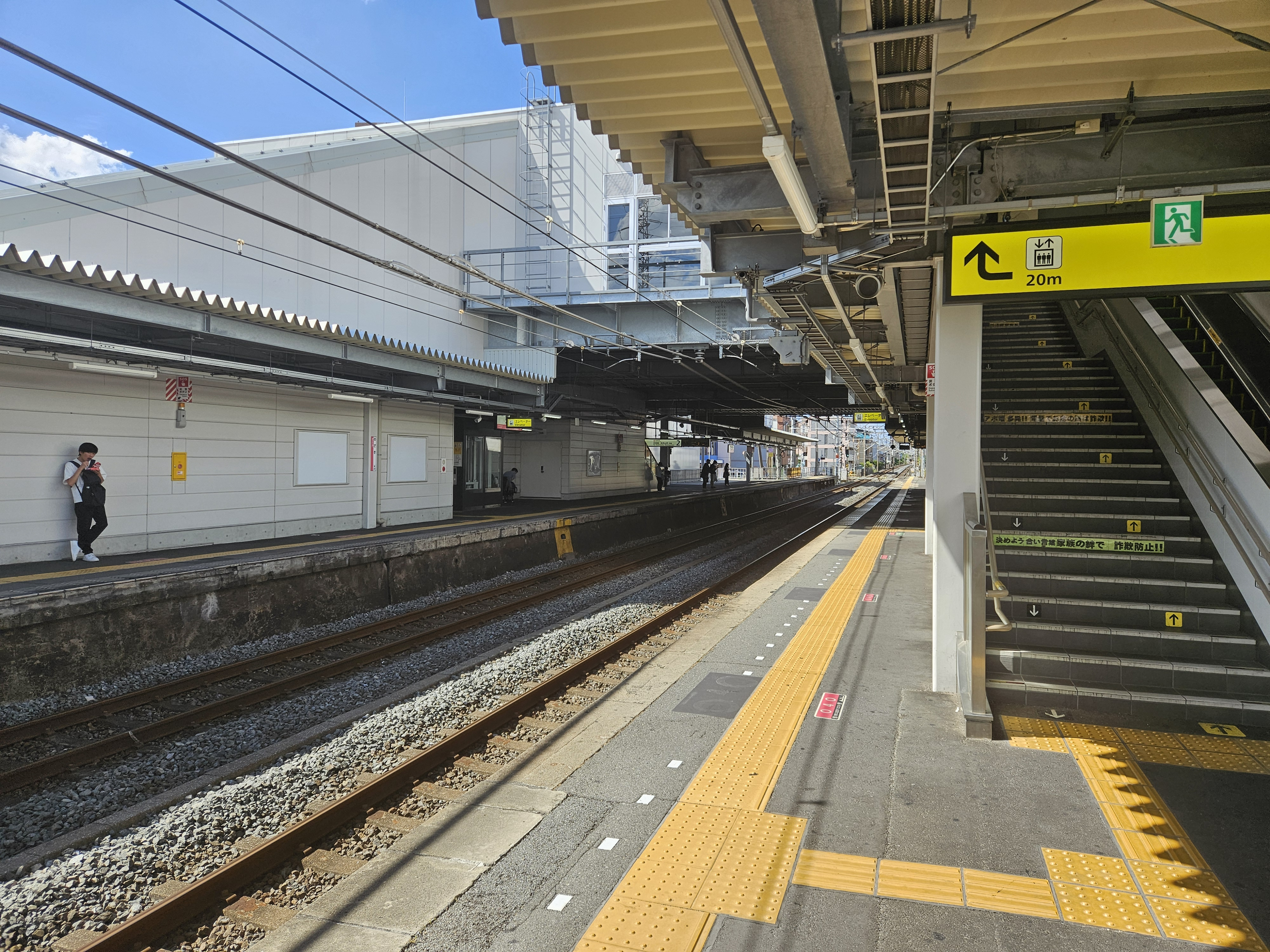
ホーム（2025年7月）

## 利用状況
2023年（令和5年）度の一日平均乗車人員は9,770人である。
各年度の1日の平均乗車人員は以下の通りである。
| 年度               | 1日平均 乗車人員 | 出典          |
| ------------------ | ---------------- | ------------- |
| 1988年（昭和63年） | 11,747           | [ 大阪府 1 ]  |
| 1989年（平成元年） | 11,861           | [ 大阪府 1 ]  |
| 1990年（平成02年） | 12,407           | [ 大阪府 2 ]  |
| 1991年（平成03年） | 12,950           | [ 大阪府 3 ]  |
| 1992年（平成04年） | 13,519           | [ 大阪府 4 ]  |
| 1993年（平成05年） | 13,822           | [ 大阪府 5 ]  |
| 1994年（平成06年） | 13,970           | [ 大阪府 6 ]  |
| 1995年（平成07年） | 14,189           | [ 大阪府 7 ]  |
| 1996年（平成08年） | 14,630           | [ 大阪府 8 ]  |
| 1997年（平成09年） | 14,337           | [ 大阪府 9 ]  |
| 1998年（平成10年） | 14,067           | [ 大阪府 10 ] |
| 1999年（平成11年） | 13,771           | [ 大阪府 11 ] |
| 2000年（平成12年） | 13,694           | [ 大阪府 12 ] |
| 2001年（平成13年） | 13,520           | [ 大阪府 13 ] |
| 2002年（平成14年） | 12,987           | [ 大阪府 14 ] |
| 2003年（平成15年） | 12,724           | [ 大阪府 15 ] |
| 2004年（平成16年） | 12,603           | [ 大阪府 16 ] |
| 2005年（平成17年） | 12,482           | [ 大阪府 17 ] |
| 2006年（平成18年） | 12,269           | [ 大阪府 18 ] |
| 2007年（平成19年） | 12,069           | [ 大阪府 19 ] |
| 2008年（平成20年） | 12,029           | [ 大阪府 20 ] |
| 2009年（平成21年） | 11,873           | [ 大阪府 21 ] |
| 2010年（平成22年） | 11,898           | [ 大阪府 22 ] |
| 2011年（平成23年） | 11,887           | [ 大阪府 23 ] |
| 2012年（平成24年） | 11,915           | [ 大阪府 24 ] |
| 2013年（平成25年） | 12,194           | [ 大阪府 25 ] |
| 2014年（平成26年） | 11,747           | [ 大阪府 26 ] |
| 2015年（平成27年） | 11,729           | [ 大阪府 27 ] |
| 2016年（平成28年） | 11,493           | [ 大阪府 28 ] |
| 2017年（平成29年） | 11,452           | [ 大阪府 29 ] |
| 2018年（平成30年） | 11,200           | [ 大阪府 30 ] |
| 2019年（令和元年） | 11,074           | [ 大阪府 31 ] |
| 2020年（令和02年） | 7,984            | [ 大阪府 32 ] |
| 2021年（令和03年） | 8,401            | [ 大阪府 33 ] |
| 2022年（令和04年） | 9,562            | [ 大阪府 34 ] |
| 2023年（令和05年） | 9,770            | [ 大阪府 35 ] |

## 駅周辺

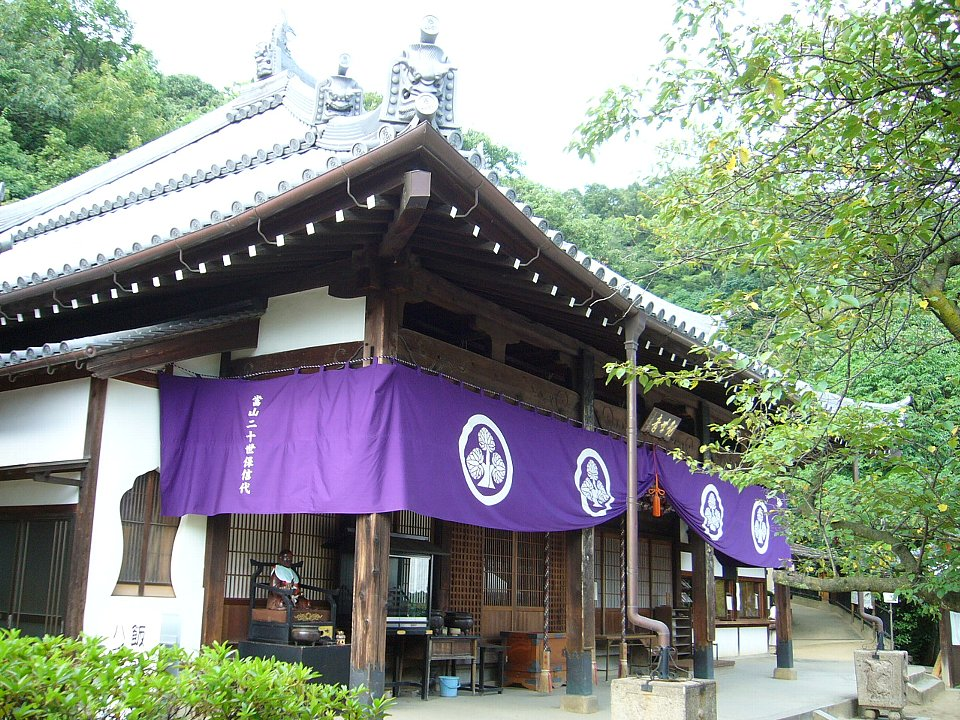
野崎観音

野崎観音は駅の東側にあり、その参道は商店街となっている。
当駅にはバスは乗り入れていないが、「野崎観音前」停留所から四条畷・東花園駅方面への近鉄バスを利用することは可能。
- 野崎観音（慈眼寺）
- 野崎参道商店街
- グルメシティ野崎店
- エディオン外環大東店
- 飯盛山
  - 飯盛山城
  - 野崎城 (河内国)
- 大阪産業大学
- 大阪産業大学短期大学部
- 大阪桐蔭中学校・高等学校
- 大阪府立野崎高等学校
- 大阪府立緑風冠高等学校
- 大東市立 歴史とスポーツふれあいセンター「来ぶらり四条」
  - 歴史民俗資料館
  - 東部図書館
- フレンドリー本社
- 船井電機本社
- 四條畷警察署
- 大東野崎郵便局
- 大東深野郵便局
- 大東深野五郵便局
- 野崎徳洲会病院
- 深北緑地
- 国道170号（大阪外環状線）

## 隣の駅
西日本旅客鉄道（JR西日本）
 学研都市線（片町線）
■快速・■区間快速
通過
■普通
四条畷駅 (JR-H34) - 野崎駅 (JR-H35) - 住道駅 (JR-H36)

### 本文中の出典
1. 1 2 3 4 5  石野哲 編『停車場変遷大事典 国鉄・JR編 Ⅱ』（初版）JTB、1998年10月1日、355-356頁。ISBN 978-4-533-02980-6。
2. ↑  「JR年表」『JR気動車客車編成表 '97年版』ジェー・アール・アール、1997年7月1日、187頁。ISBN 4-88283-118-X。
3. ↑  学研都市線 野崎駅橋上化供用開始について
4. ↑  「モハユニ 鉄道記録帳 2020年2月・3月」『RAILFAN』第776号、鉄道友の会、2020年6月、34-39頁。
5. 1 2  “野崎駅｜構内図：JRおでかけネット”.   西日本旅客鉄道. 2023年1月25日閲覧。

### 利用状況の出典
1. ↑  大阪府統計年鑑 - 大阪府

#### 大阪府統計年鑑
1. 1 2  大阪府統計年鑑（平成2年） (PDF)
2. ↑  大阪府統計年鑑（平成3年） (PDF)
3. ↑  大阪府統計年鑑（平成4年） (PDF)
4. ↑  大阪府統計年鑑（平成5年） (PDF)
5. ↑  大阪府統計年鑑（平成6年） (PDF)
6. ↑  大阪府統計年鑑（平成7年） (PDF)
7. ↑  大阪府統計年鑑（平成8年） (PDF)
8. ↑  大阪府統計年鑑（平成9年） (PDF)
9. ↑  大阪府統計年鑑（平成10年） (PDF)
10. ↑  大阪府統計年鑑（平成11年） (PDF)
11. ↑  大阪府統計年鑑（平成12年） (PDF)
12. ↑  大阪府統計年鑑（平成13年） (PDF)
13. ↑  大阪府統計年鑑（平成14年） (PDF)
14. ↑  大阪府統計年鑑（平成15年） (PDF)
15. ↑  大阪府統計年鑑（平成16年） (PDF)
16. ↑  大阪府統計年鑑（平成17年） (PDF)
17. ↑  大阪府統計年鑑（平成18年） (PDF)
18. ↑  大阪府統計年鑑（平成19年） (PDF)
19. ↑  大阪府統計年鑑（平成20年） (PDF)
20. ↑  大阪府統計年鑑（平成21年） (PDF)
21. ↑  大阪府統計年鑑（平成22年） (PDF)
22. ↑  大阪府統計年鑑（平成23年） (PDF)
23. ↑  大阪府統計年鑑（平成24年） (PDF)
24. ↑  大阪府統計年鑑（平成25年） (PDF)
25. ↑  大阪府統計年鑑（平成26年） (PDF)
26. ↑  大阪府統計年鑑（平成27年） (PDF)
27. ↑  大阪府統計年鑑（平成28年） (PDF)
28. ↑  大阪府統計年鑑（平成29年） (PDF)
29. ↑  大阪府統計年鑑（平成30年） (PDF)
30. ↑  大阪府統計年鑑（令和元年） (PDF)
31. ↑  大阪府統計年鑑（令和2年） (PDF)
32. ↑  大阪府統計年鑑（令和3年） (PDF)
33. ↑  大阪府統計年鑑（令和4年） (PDF)
34. ↑  大阪府統計年鑑（令和5年） (PDF)
35. ↑  大阪府統計年鑑（令和6年） (PDF)